# 東谷遺跡
東谷遺跡（ひがしたにいせき）は滋賀県高島市今津町大供にある製鉄遺跡である。

## 概要
東谷遺跡は、過去に今津町教育委員会が実施した分布調査によって、製鉄遺跡の存在が周知されていた。詳細は、未調査のため製鉄炉などの遺構は確認できていなかったが、2箇所から巨大な鉧塊の露頭が報告されていた。1つは、 天川に流れ込む東谷の川床から、もう1つは、 そこから北東へ約7メートル離れた斜面から見つかっており、いずれも長さ3メートル、幅1.7メートル、厚さ30センチメートルを超える巨大な塊である。放置されているがままの状態になっていることから、操業中に炉内の温度が急激に下がり失敗したものであるとされる。2000年（平成12年）7月から9月に滋賀県教育委員会が実施した試掘調査により、遺構・遺物が確認されたため、天川ダム障害防止対策事業の施工に先立ち、発掘調査を行った。現地調査は2001年（平成13年）10月から12月 に行い、整理調査は2002年・2003年（平成14・15年）に実施した。

## 製鉄の操業年代
試掘調査および発掘調査では製鉄関連遺物は総重量で約2219.9キログラムという膨大な製鉄遺物が出土したが、土器類の出土は数点のみ、いずれも細片で、詳細な操業時期決定は困難を極めている。
口縁部がかろうじて残存する須恵器坏で、7世紀後半から9世紀の時期に比定されるものと推定されるが、それ以上時期を絞り込むことは困難である。また、須恵器坏は自然流路に流れ込んだ鉄滓層出土であるため、出土した層位、地点ともに原位置を保っておらず、製鉄操業時に廃棄されたという保証もない。
燃料として使用したと考えられる出土木炭について、放射性炭素年代測定を行った。木炭も自然流路からしか出土しなかった為、不安が持たれるが出土地点・層位の異なる3つのサンプルからの放射性炭素年代測定値から、6世紀末から8世紀後半という年代を得ることが出来た。
また西調査区の西壁では約2メートルを測る製鉄関連遺物排滓層を検出しており、地表面観察、試掘調査、探査結果からも、排滓場における製鉄関連遺物量が膨大であったことが判明している。西側の平坦面で鉄滓や炉壁片の散布が確認されており、この付近に炉の存在を想定している。以上の様相から、製鉄操業期間が長期間に及んだ可能性が想定される。

### 古墳時代後期の製鉄の可能性
東谷遺跡に近援する甲塚古墳群11号墳では、鉄滓が採取され、それに伴って採集された須恵器の年代観から、5世紀末段階の鉄生産の可能性が指摘されている。この鉄滓は当初は製錬滓と判定されていたが、のちに鍛冶滓であるとの変更がなされている。しかし、鉄滓が表採遺物である点や、製錬滓と鍛冶滓の同定の判断基準が明確でない点から、検討の余地があるとされる。
また、甲塚古墳群25号墳の周溝からも鉄滓が出土しており、当初は製錬滓と判断されていたが、のちに鍛冶滓であるとの変更がなされている。
今津町内では妙見山古墳群38号墳から、4世紀末頃の遺物とともに椀形滓が出土しているが、鍛冶作業時に生成された鉄滓であると判断され、製鉄関係資料となってない。

## 今津製鉄遺跡群

### 製鉄操業主体について
東谷遺跡は今津製鉄遺跡群に属する。今津製鉄遺跡群には、木津製鉄遺跡、東谷遺跡、山本遺跡、谷八幡遺跡、酒波谷遺跡、酒波三ツ又遺跡の6つの製鉄遺跡が知られている。木津製鉄遺跡の1キロメートル南東には大町遺跡（大町廃寺）、
東谷遺跡の2キロメートル北東には大供廃寺、山本遺跡の1.5キロメートル北東、谷八幡遺跡の1.3キロメートル北東、酒波谷遺跡の南1キロメートル、酒波三ツ又遺跡の南西1.3キロメートルには日置前廃寺が位置する。地理的にみると、今津製鉄遺跡群を構成する製鉄遺跡は、古代寺院と近接あるいは、寺院の背後にある山林地に製鉄遺跡が分布している状況がみてとれる。以上の点から、東谷遺跡を内包する今津製鉄遺跡群における製鉄操業主体には寺院造営が深く関与している可能性が考えられている。

### 今津製鉄遺跡群の操業年代
木津製鉄遺跡、東谷遺跡、山本遺跡、谷八幡遺跡、酒波谷遺跡、酒波三ッ又遺跡のうち、操業時期の判明している遺跡は木津製鉄遺跡のみで（8世紀末から9世紀初頭）、その他の遺跡は不明である。

## 古代製鉄の文献史料
奈良時代の高島郡の鉄生産に関する文献史料に、『続日本紀』天平宝字6年（762年）「藤原恵美押勝に近江国浅井（浅井郡）・高嶋（高島郡）二郡の鉄穴を各一処賜う（恵美押勝（藤原仲麻呂）が朝廷より近江国の浅井郡と高島郡の鉄穴を賜った）。」がある。「鉄穴」については鉄鉱石を採掘した場所であると考えられ、「恵美押勝」すなわち当時の有力者である藤原仲麻呂が、高島郡の製鉄操業に関与していたことがうかがえる。